# HD 20063
HD 20063，又名BD+41 638，SAO 38674、HR 966，是一颗恒星，视星等为6.07，位于銀經149.24，銀緯-12.92，其B1900.0坐标为赤經3h 8m 18.4s，赤緯+42° -12.92′ 49″。